# Jane Webster
Jane Webster (2 de agosto de 1956) es una deportista británica que compitió en bádminton para Inglaterra en las modalidades individual y dobles.
Ganó dos medallas en el Campeonato Mundial de Bádminton, oro en 1980 y plata en 1983, y seis medallas en el Campeonato Europeo de Bádminton entre los años 1978 y 1982. Además, consiguió una medalla de plata en los Juegos Mundiales de 1981.

## Palmarés internacional
| Representando a Inglaterra |                         |                   |            |
| Campeonato Mundial         |                         |                   |            |
| Año                        | Lugar                   | Medalla           | Prueba     |
| 1980                       | Yakarta (Indonesia)     | Medalla de oro    | Dobles     |
| 1983                       | Copenhague (Dinamarca)  | Medalla de plata  | Dobles     |
| Campeonato Europeo         |                         |                   |            |
| Año                        | Lugar                   | Medalla           | Prueba     |
| 1978                       | Preston (Reino Unido)   | Medalla de plata  | Individual |
| 1978                       | Preston (Reino Unido)   | Medalla de plata  | Dobles     |
| 1980                       | Groninga (Países Bajos) | Medalla de oro    | Dobles     |
| 1980                       | Groninga (Países Bajos) | Medalla de bronce | Individual |
| 1982                       | Böblingen (RFA)         | Medalla de plata  | Dobles     |
| 1982                       | Böblingen (RFA)         | Medalla de bronce | Individual |